# Bizarreville
Bizarreville (Freaktown) est une série télévisée d'animation canadienne en 26 épisodes de 22 minutes, créée par Peter Ricq (en) et diffusée entre le 20 juin 2016 et le 9 octobre 2016 sur Teletoon, et en français à partir du 24 juin 2016 à Télétoon.
En France, la série est diffusée sur Boing dès le 7 mars 2016.

## Synopsis
La série est centrée sur Benjamin Carcasse, un squelette mort-vivant. Avec ses amis, Johnny et Priscilla, ils doivent protéger Bizarreville contre une transformation massive du genre mignon et câlin, offerte par la princesse Boubou, l'enfant gâtée qui dirige Jolilande, et son bras droit, Baron Câlinou de la Peluche.

## Épisodes
1. La grande chasse d'eau
2. La princesse et le crâne
3. Horace, ô désespoir
4. Le piège à sieste
5. Un derrière soyeux
6. La coupe du dodo
7. B-1000
8. Câlinou le boutonneux
9. Double Ben
10. Dino jusqu'aux os
11. Ben le musclé
12. Défi fantôme
13. La crise Cupidon
14. Rendez-vous dangereux
15. L'avoir dans l'os
16. Trouble-fêtes aquatiques
17. Cris et hurlements
18. Trucs en peluche
19. Vive le troisième âge !
20. Infernatros
21. Dégoburritos
22. Benjamin le gardien d'enfants
23. Graines de bizarroïdes
24. Permis de magie
25. Le rat aux souhaits
26. Il pleut des chatons
27. Les Bizarroïdes dans l'espace
28. Brillocarbure
29. La fête du Moustignal
30. La schnouffe
31. Le monstre sous le lit
32. La princesse Bloug-Bloug
33. A vos souhaits
34. Boubou pète les plombs
35. Johnnymorphose
36. La fontaine de laideur
37. Soleil-apocalypse
38. Avec ou sans corne
39. Epouvant-se-taille
40. Miel adoré
41. Conquérir par la gentillesse
42. Le doux plein air
43. Air Jolilande
44. L'esprit l'emporte
45. Le nouveau chéri
46. Noir effroi
47. Squelette à moto
48. Sven et Kenny
49. La goule de la météo
50. Les ninjas des dents
51. Action crasse
52. Blitz vidéo

## Voix
- Marc-André Bélanger : Horace
- Guillaume Champoux : Baron Câlinou
- Nicholas Savard L'Herbier : Benjamin Carcasse
- Catherine Proulx-Lemay : Princesse Boubou
- Frédéric Desager : Scintillus
- Véronique Marchand : Priscilla
- François Godin : Johnny

 Source et légende : version québécoise (VQ) sur Doublage.qc.ca

## Diffusion
La série a été diffusée sur Cartoon Network au Japon, en Corée du Sud, à Taiwan et en Australie et Nouvelle-Zélande, sur Boing en France, sur ABC Me en Australie et sur Télétoon au Canada. La série a également été diffusée sur Kix devenu Pop Max au Royaume-Uni